# Powiat Leżajski
Der Powiat Leżajski ist ein Powiat (Kreis) in der polnischen Woiwodschaft Karpatenvorland. Der Powiat hat eine Fläche von 583,01 km², auf der 69.000 Einwohner leben.

## Gemeinden
Der Powiat umfasst fünf Gemeinden, davon eine Stadtgemeinde, eine Stadt-und-Land-Gemeinde sowie drei Landgemeinden.

### Stadtgemeinde
- Leżajsk

### Stadt-und-Land-Gemeinde
- Nowa Sarzyna

### Landgemeinden
- Grodzisko Dolne
- Kuryłówka
- Leżajsk